# Ptsjelina
Ptsjelina (Bulgaars: Пчелина) is een dorp in het noordoosten van Bulgarije, gelegen in de gemeente Samoeil in oblast Razgrad. Het dorp ligt hemelsbreed ongeveer 34 km ten oosten van de stad Razgrad en 309 km ten noordoosten van de hoofdstad Sofia. 

## Bevolking
Het dorp telde in december 2019 244 inwoners, een daling vergeleken met het maximum van 872 personen in 1946.
|  |

Alle 271 inwoners reageerden op de optionele volkstelling van 2011. Van deze 271 respondenten identificeerden 268 personen zichzelf als Bulgaarse Turken (98,9%), gevolgd door 3 etnische Bulgaren (1,1%).
Bogdantsi · Bogomiltsi · Choema · Charsovo · Goljam Izvor · Goljama Voda · Kara Michal · Krivitsa · Nozjarovo · Ptsjelina · Samoeil · Vladimirovtsi · Zdravets · Zjeljazkovets